# Mont du Temple
Le mont du Temple (en hébreu הר הבית, transc. har ha Bayit) est une colline située dans la vieille ville de Jérusalem. C'est le site sur lequel se trouvait le temple de Jérusalem, détruit en 586 av. J.-C. par le roi Nabuchodonosor II et en 70 par l'empereur Titus, et le lieu le plus sacré du judaïsme. La partie occidentale des murs monumentaux, bâtis comme murs de soutènement par Hérode pour agrandir le site, serait le seul vestige du temple de Jérusalem et constitue le Mur occidental (Kotel) ou mur des Lamentations, tandis que la partie orientale fait partie des remparts de Jérusalem,.
Aujourd'hui, l'esplanade des Mosquées occupe la majeure partie du mont du Temple avec deux monuments majeurs de l'islam : la mosquée al-Aqsa et le dôme du Rocher.
Le mont du Temple forme le premier lieu saint du judaïsme tandis que l'esplanade des Mosquées est le troisième lieu saint de l'islam sunnite, après La Mecque et Médine.
L'appellation hébraïque est « mont du Temple » (הר הבית, har ha Bayit, précisément le mont des deux temples juifs appelés Beit HaMikdash (« le Sanctuaire ») (beit = bayit = « maison », Ha Mikdash = « sanctifiée »), et l'appellation arabe en est le « Noble Sanctuaire » (en arabe : الحرم الشريف al-Ḥaram aš-Šarīf).
L'accès à l'esplanade des Mosquées est régi par un statu quo affirmé par le général Moshe Dayan en 1967 lors de la conquête de la vieille ville de Jérusalem par les Israéliens en 1967, confirmé dans le traité de paix israélo-jordanien de 1994 et interdisant aux Juifs de venir prier sur le mont du Temple. De plus, le grand-rabbinat d'Israël a interdit l'accès au mont du Temple à toute personne se réclamant du judaïsme de peur qu'elle ne foule par ignorance le Saint des Saints.
Le mont du Temple se situe dans la vieille ville de Jérusalem à Jérusalem-Est, revendiquée par l'État de Palestine comme sa capitale, annexée et administrée par l'État d'Israël qui a proclamé Jérusalem capitale « réunifiée et indivisible » en 1980. Son administration religieuse a cependant été confiée par Israël au Waqf, une fondation religieuse sous juridiction jordanienne.

## Description

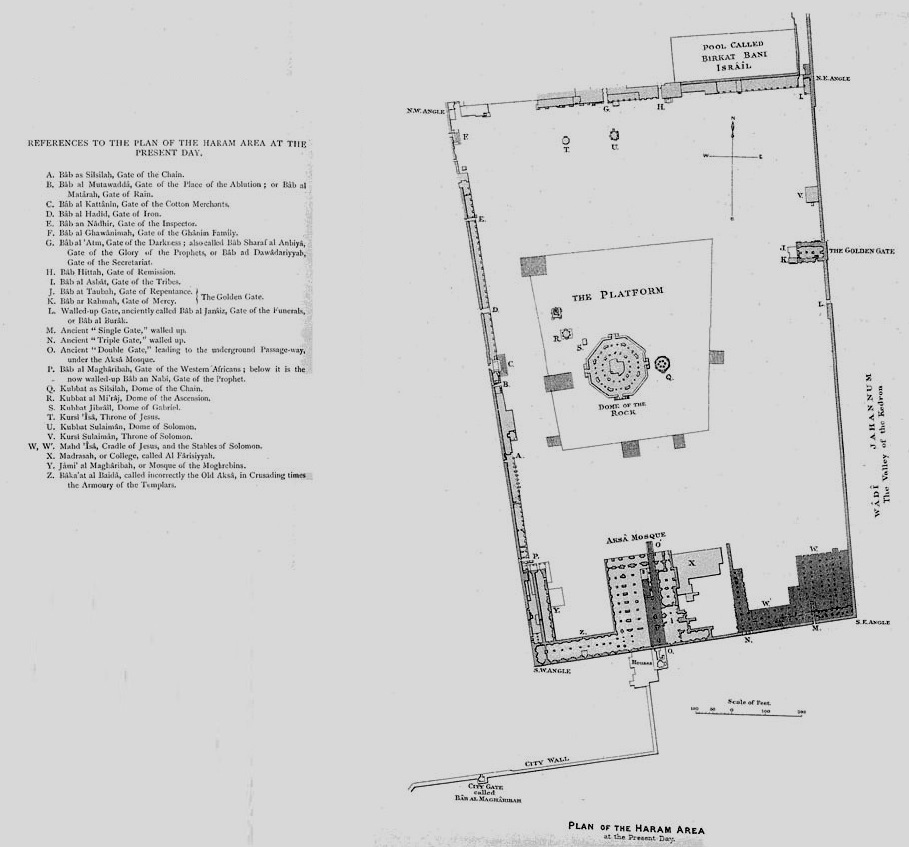
Plan de l'esplanade des Mosquées en 1890, tiré de Palestine Under the Muslims: A Description of Syria and the Holy Land from AD 650 to 1500 par Guy Le Strange (Londres 1890).

La colline est bordée à l'est par la vallée du Cédron, aussi appelée vallée de Josaphat dans sa partie nord, qui la sépare du mont des Oliviers. Elle est prolongée au sud par la colline de l'Ophel. Dans l'Antiquité, le mont du Temple était bordé à l'ouest par la vallée du Tyropœôn qui a été progressivement comblée depuis.

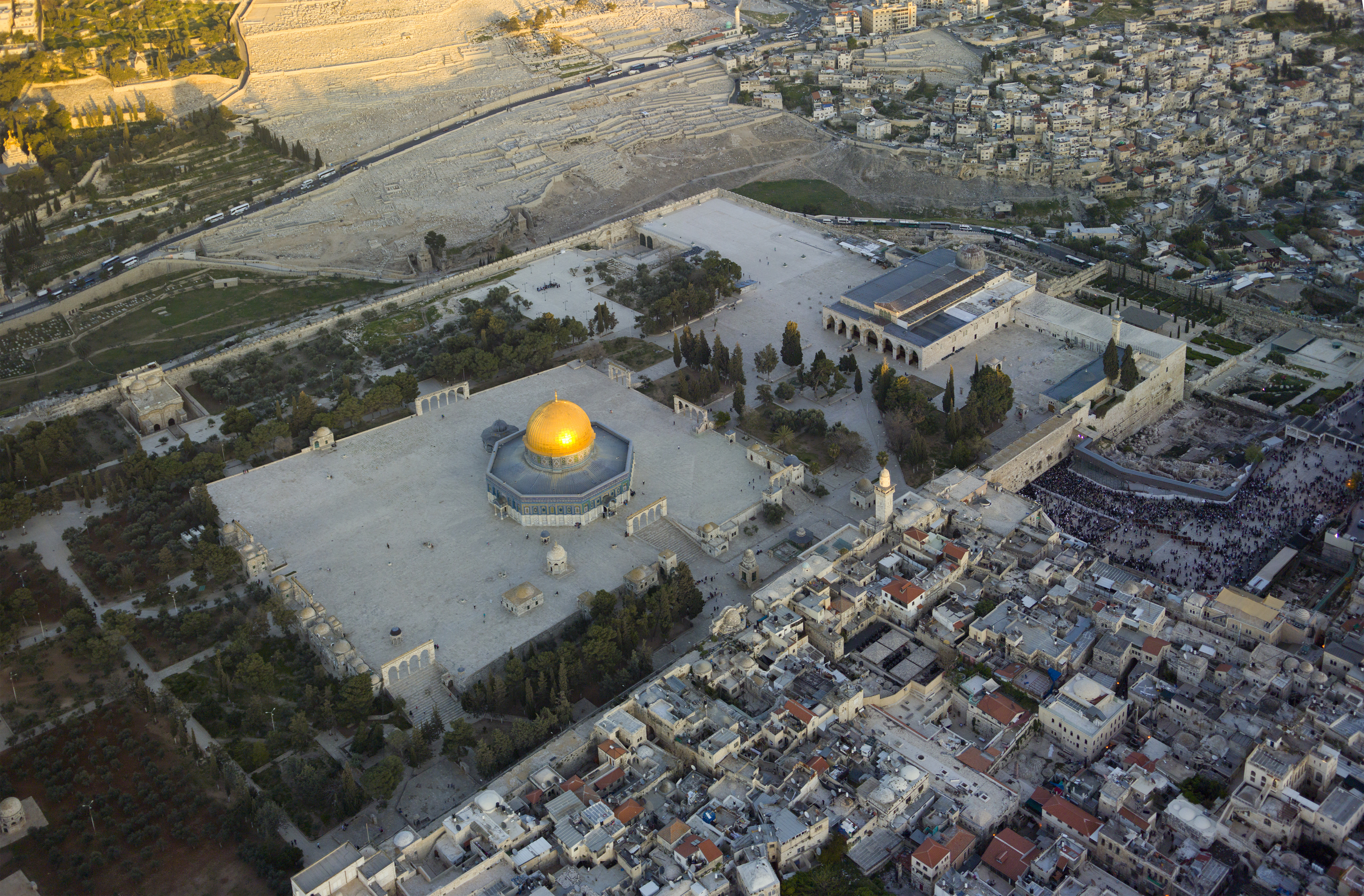
L'Esplanade des Mosquées se situe au sommet du mont du Temple : au centre, le dôme du Rocher, plus à droite sur l'esplanade, la mosquée al-Aqsa, et à droite de la photo, la foule au Mur occidental, en contrebas de l'esplanade.

Dans sa configuration actuelle, cette hauteur calcaire à forme trapézoïdale de 15 hectares de superficie, mesure de 470 (côté est) à 488 mètres (côté ouest), sur 280 (côté sud) à 315 (côté nord) mètres, pour une altitude de 740 mètres.
Le mont du Temple se situe à mi-chemin entre les actuels quartiers juif et musulman à l'est de la vieille ville.
Sur l'esplanade, outre le dôme du Rocher et la mosquée al-Aqsa, on trouve une centaine d'édifices de différentes périodes dont certains sont des œuvres d'art remarquables : des lieux de prière musulmans, des arches et des portiques, des écoles religieuses musulmanes (madrassas), des minarets, des fontaines pour boire et d'autres pour les ablutions rituelles. Sous la surface, dans les parties artificielles du Mont, il existe 37 cavités de différentes tailles. Plusieurs sont considérées comme des citernes, d'autres comme des escaliers souterrains ou des passages. On trouve aussi des salles appelées écuries de Salomon, aujourd'hui transformées en mosquée.
Figurent encore de nos jours les doubles portes cintrées dites portes de Houldah traversant les murs entourant l'enceinte du Second Temple, mais murées depuis le Moyen Âge.

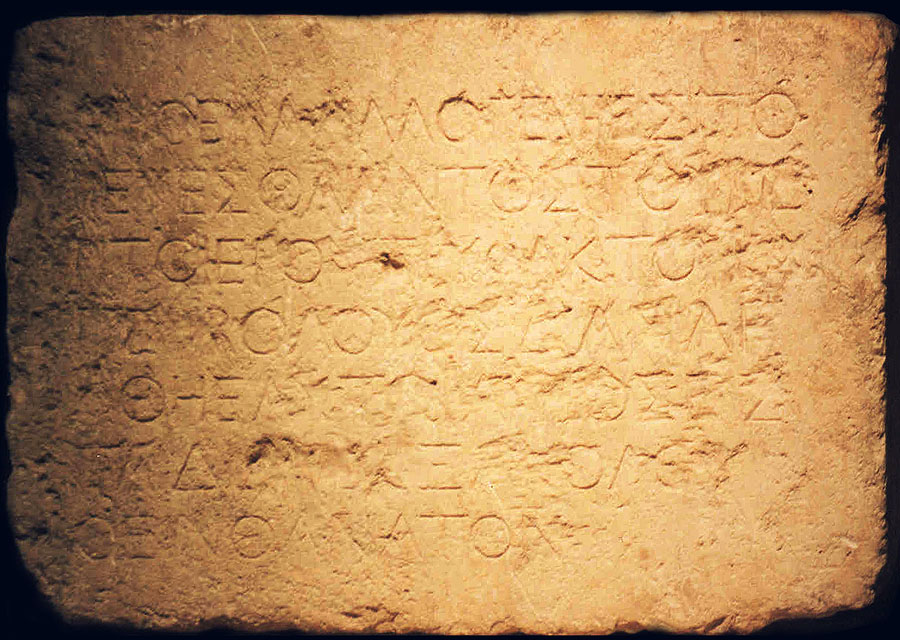
Pierre du Soreg à l'inscription (en grec) d'avertissement : « Ne laissez aucun étranger [à la Judée] entrer dans le parapet et la cloison qui entoure l'enceinte du Temple. Toute personne surprise [en violation] sera tenue responsable de sa mort [par la main divine] qui s'ensuivra » (-I). Temple d'Hérode (musée archéologique d'Istanbul).

Des découvertes archéologiques montrent des vestiges du Premier Temple et du Second Temple. Parmi les artefacts du Premier Temple se trouvent des dizaines de bassins rituels d'immersion ou de baptême (mikvé) autour de l'enceinte du mont du Temple, ainsi qu'une grande plate-forme carrée identifiée comme étant probablement construite par le roi de Juda Ézéchias, vers 700 avant notre ère, comme zone de rassemblement devant le Temple. Les découvertes concernant le Second Temple comprennent les inscriptions d'avertissement du Temple et l'inscription de la place de la Trompette, deux pièces survivantes de l'expansion hérodienne du mont du Temple, dont celle du Soreg : les inscriptions d'avertissement du Temple interdisent l'entrée des païens au Temple, une interdiction également mentionnée par l'historien Josephus du Ier siècle de notre ère. Ces inscriptions se trouvaient sur le mur qui entourait le Temple et empêchaient les non-juifs d'entrer dans sa cour et l'une d'elle a été trouvée à l'angle sud-ouest du mont du Temple et est censée marquer l'endroit où les prêtres avaient l'habitude de déclarer l'avènement de Shabbat et d'autres fêtes juives.

Dans son Voyage en Orient, entre 1832 et 1833, Lamartine apporte son témoignage sur le lieu : 

« Cette magnifique plate-forme, préparée sans doute par la nature, mais évidemment achevée par la main des hommes, était le piédestal sublime sur lequel s’élevait le temple de Salomon ; elle porte aujourd’hui deux mosquées turques : l’une, El-Sakara, au centre de la plate-forme, sur l’emplacement même où devait s’étendre le temple ; l’autre, à l’extrémité sud-est de la terrasse, touchant aux murs de la ville... Au delà de ces arches détachées de tout autre édifice, les plates-formes continuent et se terminent, l’une à la partie nord de la ville, l’autre aux murs du côté du midi. De hauts cyprès disséminés comme au hasard, quelques oliviers, et des arbustes verts et gracieux, croissant çà et là entre les mosquées, relèvent leur élégante architecture et la couleur éclatante de leurs murailles, par la forme pyramidale et la sombre verdure qui se découpent sur la façade des temples et des dômes de la ville. »

## Les principaux édifices religieux

### Judaïsme

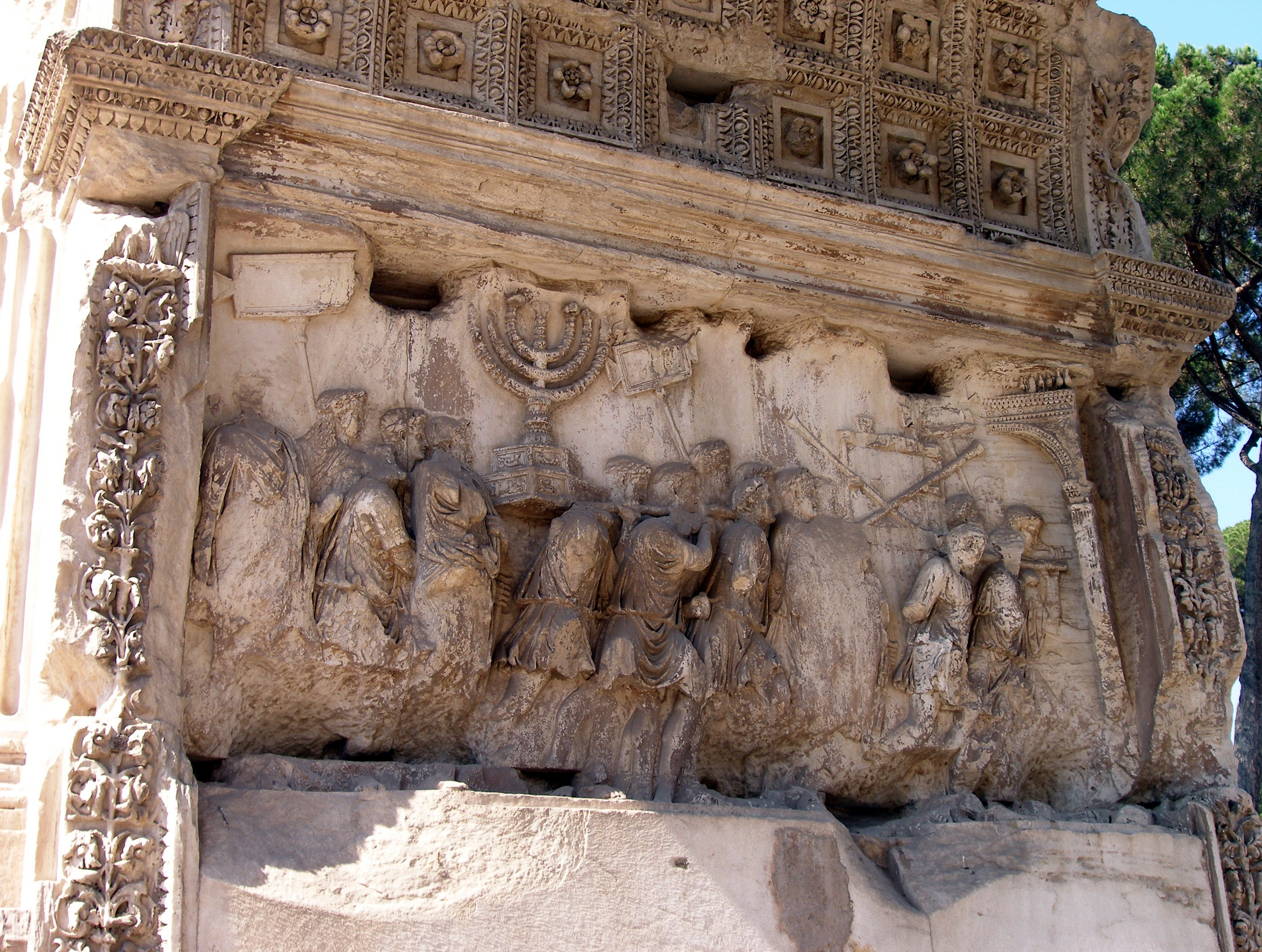
Sur l'arc de Titus à Rome, les ornements pillés du Temple de Jérusalem : la Menorah, les trompettes et la table des pains

Selon la Bible, le roi Salomon fait construire sur ce site le Temple de Jérusalem, détruit vers 586 av. J.-C. par Nabuchodonosor II, roi de Babylone.
Les Juifs, de retour d'exil, construisent sous la direction du gouverneur Zorobabel, petit-fils du roi de Juda Joachin, le Second Temple, inauguré en 516 av. J.-C. Celui-ci est considérablement agrandi sous Hérode Ier le Grand qui établit l'esplanade actuelle vers la fin du Ier siècle av. J.-C..
En 70 ap. J.-C, le Temple d'Hérode est détruit et pillé par l'armée romaine sous le commandement du futur empereur Titus lors de la Première Guerre judéo-romaine.

### Paganisme
Après la conquête par Titus, aucun édifice ne remplace le temple de Jérusalem. Toutefois, en 130, l'empereur Hadrien rebaptise Jérusalem du nom d'Aelia Capitolina, ce qui suscite la révolte de Bar Kokhba vaincu à nouveau par les Romains en 135. L'empereur Hadrien fait alors élever sur le site un temple dédié au dieu païen Jupiter Capitolin.
Il a longtemps été supposé que le mont du Temple avait été laissé à l'abandon une fois l'Empire romain devenu chrétien (au IVe siècle), sous l'empereur Constantin Ier. Cependant, des recherches archéologiques récentes suggèrent au contraire qu'une église byzantine aurait été édifiée sur le mont du Temple et aurait existé avant la conquête musulmane de Jérusalem.

### Islam
Après la conquête de Jérusalem par les Arabes en 637, de nouveaux bâtiments sont élevés : le dôme du Rocher (souvent appelé « Mosquée d'Omar ») est achevé vers 691, sous le règne d'Abd al-Malik. Ce monument, le plus visible de Jérusalem avec aujourd'hui sa coupole dorée, abrite le Rocher de la Fondation, site, selon la tradition juive, de la ligature d'Isaac et, selon la tradition musulmane, du départ de Mahomet lors de son voyage nocturne.
Puis, vers le début du VIIIe siècle, la mosquée al-Aqsa est édifiée mais elle subit de nombreuses destructions et sa dernière grande reconstruction date du XIIIe siècle.
« Les historiens avancent plusieurs raisons pour expliquer la construction d'édifices religieux musulmans sur le mont du Temple. L'instauration de la dynastie des Omayyades en 658 correspond à une période d'instabilité dans le monde islamique, caractérisée par des luttes pour le pouvoir et des assassinats. L'un des cinq piliers de l'islam est le pèlerinage à la Mecque, la ville la plus sainte pour les musulmans. À la fin du VIIe siècle, le califat omeyyade basé à Damas perd le contrôle de la Mecque. La nécessité de réduire l'importance de la Mecque, et donc de créer un lieu saint musulman plus près de Damas, peut fort bien avoir incité le calife omayyade Abd al Malik à entreprendre, en 688, la construction du dôme du Rocher sur le site où s'élevait le Temple. Une autre raison avancée par les historiens pour expliquer la présence musulmane à Jérusalem pourrait être le désir du calife de rivaliser avec l'imposante église du Saint-Sépulcre où se trouve, selon la tradition chrétienne, la tombeau de Jésus. Il est intéressant de noter que les dimensions actuelles du dôme du Rocher sont les mêmes que la rotonde du Saint-Sépulcre ».

### Christianisme
Dans les Évangiles canoniques, Jésus chasse les marchands du Temple de Jérusalem, lors de son pèlerinage avec ses disciples lors de la Pâque juive,.
Le sort du mont du Temple pendant la période byzantine n'est pas certain. Toutefois, des recherches archéologiques menées depuis 2004 ont permis de découvrir des artefacts suggérant qu'il y aurait eu une église byzantine sur le mont du Temple avant la conquête musulmane de Jérusalem. Puis, pendant les Croisades, le dôme du Rocher est transformé en Templum Domini et la mosquée al-Aqsa est remise aux Templiers.

## Lieu saint du judaïsme
Le nom le plus fréquent de « Jérusalem » est cité 349 fois dans la Torah et son équivalent « Sion » 108 fois. Le mont du Temple à Jérusalem est le lieu le plus sacré du judaïsme (certains disent même que c'est le seul lieu saint).
Selon le Talmud, c'est du sol de ce lieu que Dieu rassemble l'argile qui forme Adam. C'est là qu'Adam puis, selon son exemple, Caïn, Abel et Noé, font leur holocauste. La tradition juive place aussi à cet endroit le mont Moriah de la Bible où aurait dû s'accomplir le geste sacrificiel d'Abraham :
« Prends ton fils, ton unique, celui que tu aimes, Isaac ; va-t'en au pays de Morija, et là offre-le en holocauste sur l'une des montagnes que je te dirai. »
— Ge 22
Selon la Bible, le roi David achète cette terre pour y construire un autel permanent (II Samuel 24:24). Le roi Salomon réalise ce vœu en construisant à cet endroit le Premier Temple en -950, détruit par Nabuchodonosor II en -586, date qui marque l'exil des Juifs à Babylone.
Le Second Temple y est établi à partir de -516, après le retour d’exil. Il est détruit par l'empereur Titus Flavius Vespasianus en 70, à l'exception du mur ouest, aujourd'hui connu comme le mur des Lamentations, lieu de prière le plus important des juifs.
C’est aussi, selon des juifs religieux, le site du Troisième Temple de Jérusalem qui sera construit aux temps messianiques, lors de la venue du Messie.
Trois fois par jour, pendant la prière juive, les Juifs de la diaspora se tournent vers Jérusalem, et les Juifs qui se trouvent à Jérusalem se tournent vers le mont du Temple. Aussi, lors de chaque mariage juif, le marié brise un verre en signe de deuil, en souvenir de la destruction des deux Temples du mont de Jérusalem.
Son ascension, de par la sainteté du lieu, est formellement interdite pour un Juif et est punie de karet. C'est ainsi que le grand rabbin séfarade d'Israël Yitzhak Yosef reproche en juillet 2023 au ministre Itamar Ben-Gvir (sans le nommer) de « pécher et de faire pécher les autres » en visitant le mont du Temple.

## Lieu saint de l'islam

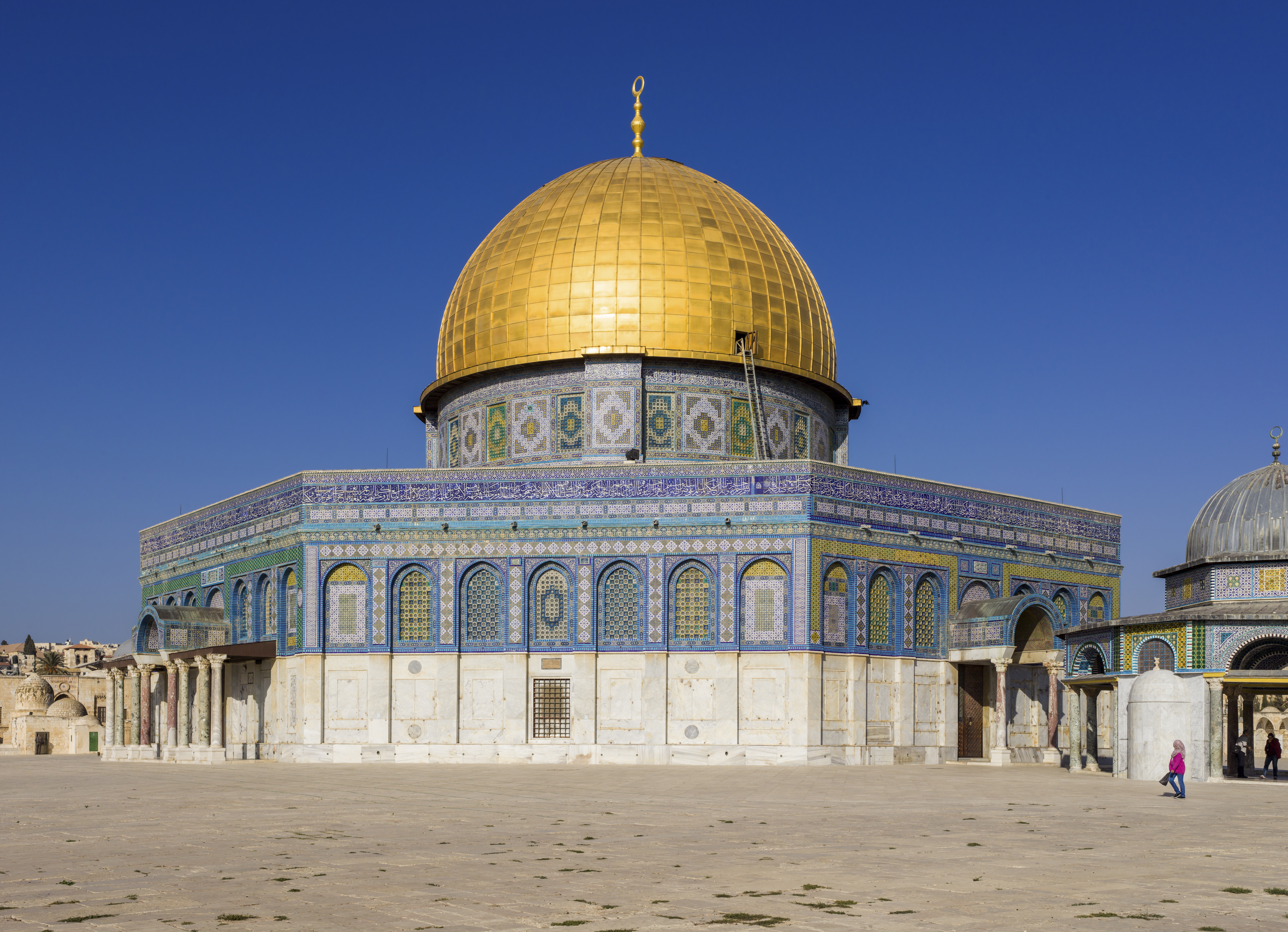
Le dôme du Rocher.

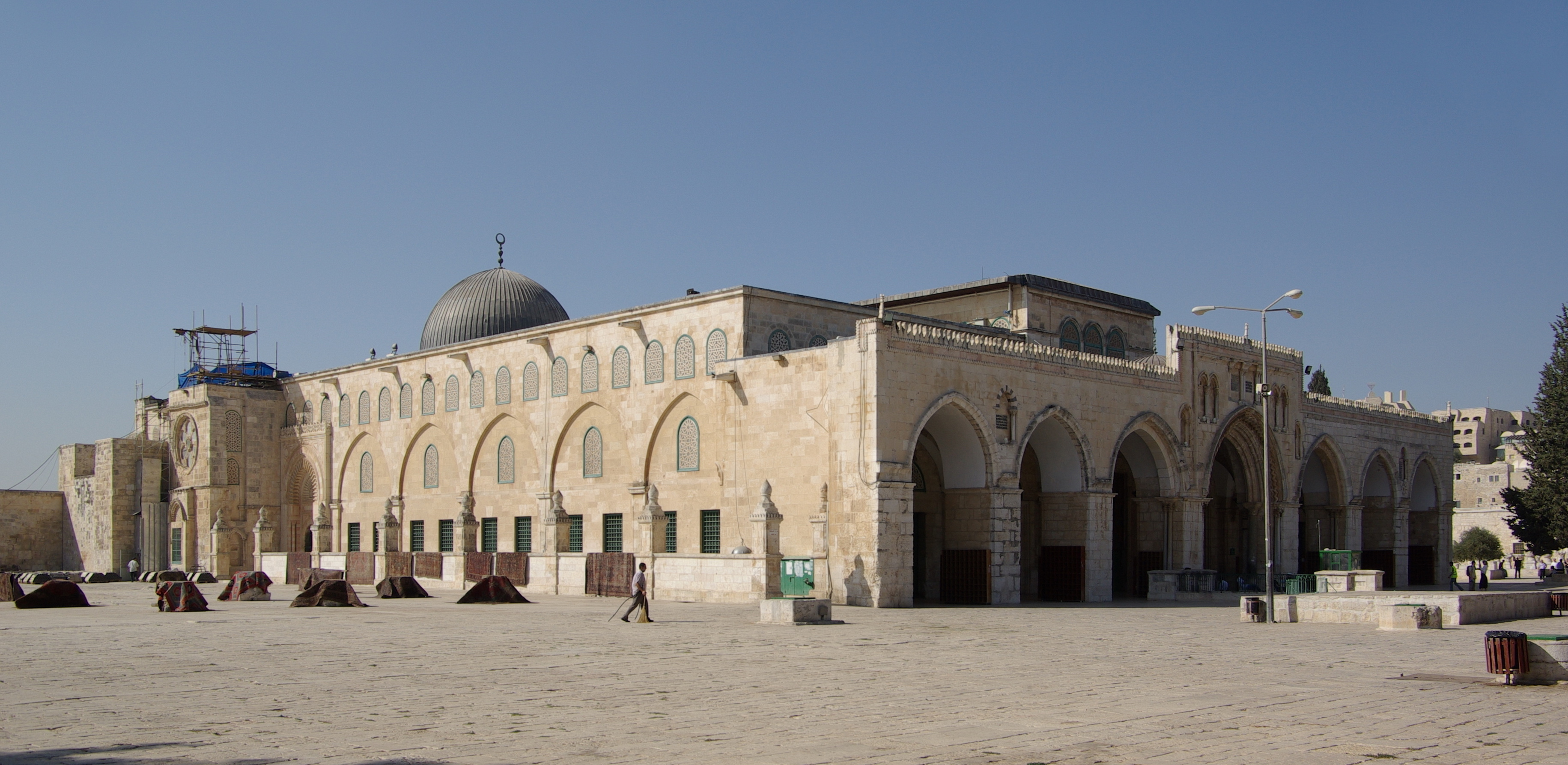
La Mosquée al-Aqsa.

Pour les musulmans, cet endroit est surtout le point d'où Mahomet est monté au 7e ciel lors d'Isra et Miraj, le voyage nocturne que le prophète de l'islam a fait de La Mecque à Jérusalem, emporté par son cheval Bouraq. Le Coran ne cite pas le nom de Jérusalem explicitement, mais la désigne implicitement :
« Gloire à Celui qui a fait voyager de nuit son serviteur de la mosquée sacrée [(mosquée al-Haram)] à la mosquée lointaine (ou au « lieu de prosternation lointain » qui en arabe se dit mosquée al-Aqsa) dont Nous avons béni l’alentour, et ceci pour lui montrer certaines de Nos merveilles. »
— Le Coran, sourate XVII ; 1.
« ô mon peuple ! Entrez dans la terre sainte qu'Allah vous a prescrite. Et ne revenez point sur vos pas [en refusant de combattre] car vous retourneriez perdants. »
— Le Coran, sourate V ; 21.
Cette « mosquée lointaine » (en arabe, « lointain » se dit aqsa) est identifiée par les hadiths à Jérusalem. Le lien entre le point de départ du prophète et le « Noble Sanctuaire » de Jérusalem est postérieur à la construction du Al-Jamii Al-Qibali et du dôme du Rocher.
Selon le récit fait par Al-Bakri de l'arrivée d'Omar à Jérusalem en 638, les ruines du Temple juif auraient alors été utilisées comme dépotoir par les chrétiens. Michel Orcel estime que « ce dernier détail est sans doute une notation historique : en transformant en décharge l'emplacement de l'ancien sanctuaire juif, les chrétiens auraient manifesté de façon durable la réalisation de la prophétie que le Christ avait faite de la destruction du Temple, ainsi que le caractère caduc et désormais méprisable du judaïsme pour le christianisme ; mais il est possible que ce détail ait été destiné à accentuer le rôle sotériologique de l'islam, ressuscitant la foi d'Abraham sur la double ruine du Temple juif et de la religion chrétienne. » Le calife, horrifié de voir ce lieu saint dans un tel état, ordonne son nettoyage et y prie.

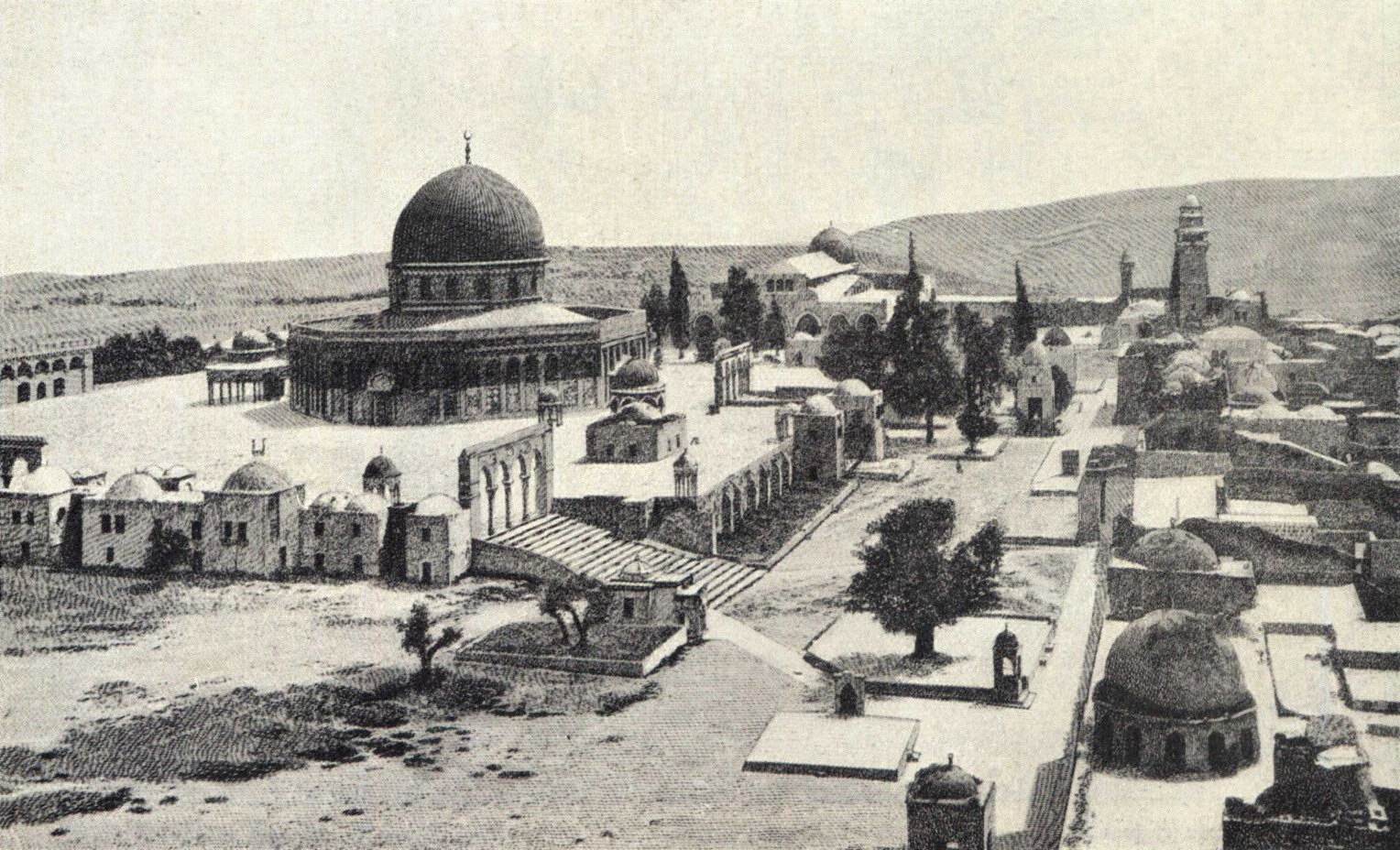
Mont du Temple / Esplanade des Mosquées et alentours, tel qu'il apparaissait en 1910, sous contrôle ottoman.

Toutes les descriptions de Jérusalem en arabe du Moyen Âge et postérieurement, se rapportant à Haram al-Sharif, en parlent en tant que site du Temple juif. Pour l'archéologue Yuval Baruch, spécialiste de Jérusalem : « L’islam ne fait pas nécessairement de distinction entre le Premier et le Second Temple. Pour eux, Salomon y a construit son temple et c'est tout ». En 1925, « Un bref guide d'al-Haram al-Sharif », publié en anglais par le Conseil suprême musulman déclare : « Le site est l'un des plus anciens au monde. Son caractère sacré date des temps les plus anciens (peut-être d'avant l'Histoire). Son identité avec le site du Temple de Salomon est incontestable. En plus d'être sacrée pour les Juifs, la place au sommet d'une colline, qui pourrait remonter à 5 000 ans, est sacrée pour les musulmans en tant que lieu d'où le prophète Mahomet est monté au ciel ».
Plus récemment, l’origine juive de la sacralité du mont du Temple est niée par des musulmans palestiniens. En 2000, lors de négociations israélo-palestiniennes de Camp David, « Arafat va jusqu'à dire que le Temple ne se trouvait pas à Jérusalem mais à Naplouse ! » [...] « Arafat semble méconnaître les traditions islamiques concernant l'histoire des Juifs (les Isra'iliyyat) et le fait même que la Mosquée al-Aqsa a été construite à l'extrémité sud de l'esplanade, en tournant le dos à l'emplacement supposé du temple. » À la suite de la remarque d'Arafat à Camp David, la négation des Temples s'est rapidement répandue dans les milieux dirigeants palestiniens,.

## Lieu saint disputé
À de multiples reprises, la plupart des différents occupants de Jérusalem ont voulu affirmer leur culte sur ce lieu.
- Au IIe siècle av. J.-C., les Juifs se révoltent sous la conduite des Maccabées car les Grecs séleucides qui gouvernent la région, ont introduit leur culte dans le Temple juif.
- Au Ier siècle, la première guerre judéo-romaine débute par la décision d'Éléazar, fils du grand-prêtre Ananias et chef de la police du Temple, de ne plus accepter le sacrifice quotidien pour l'Empereur païen[20].
- Au IIe siècle, la décision de l'empereur Hadrien de construire un temple dédié au dieu Jupiter Capitolin est une des causes probables de la Révolte de Bar Kochba[21].
- Au VIIe siècle, les Arabes, nouveaux occupants du site, font construire le dôme du Rocher puis au siècle suivant, la mosquée al-Aqsa.
- Au XIIe siècle, les Croisés transforment le dôme du Rocher en Templum Domini confié aux chanoines augustins et la mosquée al-Aqsa est remise aux Templiers[15].
- Au XXe siècle, en 1967, les Israéliens prennent le contrôle de Jérusalem, lors de la guerre des Six Jours. Le ministre de la Défense israélien Moshe Dayan laisse le contrôle de l'esplanade au Waqf de Jérusalem, fondation religieuse islamique contrôlée par la Jordanie, qui assure la gestion du site.
- La première charte de l'OLP en 1964 ne mentionne pas Jérusalem mais quand la vieille ville se retrouve sous souveraineté juive en 1967, la nouvelle charte de l'O.L.P de 1968 va citer nommément Jérusalem[12].
- Les autorités palestiniennes interdisent à Israël et aux archéologues toute fouille archéologique sur le mont du Temple[8].

### Depuis 1967

#### Mur Occidental

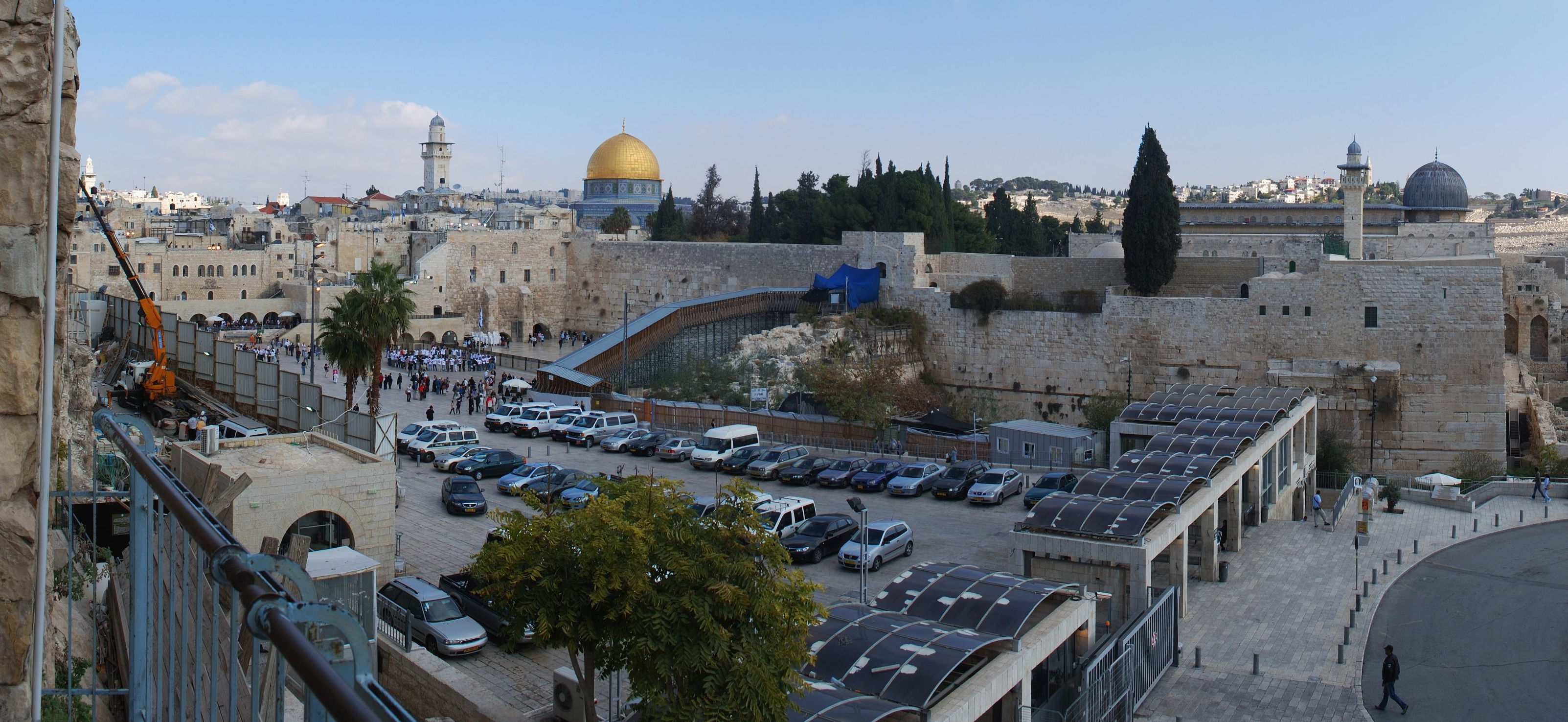
Vue d'ensemble de l'esplanade du Mur Occidental : entrée et contrôle au premier plan, lieu de prière juif au fond, à gauche du Pont des Maghrébins avec son accès (en bleu) à l'Esplanade des Mosquées.

Après la victoire israélienne lors de la Guerre des Six Jours et la capture du Mur Occidental, le grand-rabbin de l'armée israélienne Shlomo Goren proclame que « jamais Israël ne renoncera au Mur ». Peu après Yitzhak Rabin, alors chef d'état-major, déclare : « Un moment de la Guerre des Six Jours symbolise la grande victoire : l'instant où les premières troupes ont atteint le Mur Occidental ».
Dès le lendemain, l'armée israélienne commence à démolir les maisons bâties à quatre mètres devant le mur, afin de faire de la place pour l'esplanade où, depuis, des foules de Juifs viennent se recueillir ou prier, ainsi que des leaders du monde entier,.

#### Esplanade des Mosquées
Le statu quo en vigueur depuis 1967 prévoit que les visiteurs non musulmans ont le droit de se rendre sur l'esplanade mais pas d'y organiser des prières. De plus, le Grand-Rabbinat d'Israël a interdit l'accès au mont du Temple à toute personne se réclamant du judaïsme de peur qu'elle ne foule par ignorance le Saint des Saints.
Le 21 août 1969, un Australien met le feu à la mosquée Al-Aqsa « afin de hâter la seconde venue du Christ ».
En avril 1982, un réserviste israélien, Alan Goodman, tire sur les fidèles dans la mosquée Al-Aqsa, faisant un mort et plusieurs blessés,.
Le 18 octobre 1990, 21 Palestiniens sont tués par la police israélienne lors d'une émeute suscitée par une cérémonie dans la cité de David de pose de la première pierre du Troisième Temple, qui doit venir « à la place » de la mosquée Al-Aqsa et du dôme du Rocher. Durant ces émeutes, les émeutiers arabes jettent des pierres sur les fidèles juifs accourus au Mur des Lamentations, à l'occasion de la fête de Souccot. Puis ils assiègent les policiers sur l'esplanade, qui tirent sur la foule pour se dégager.
Lors des accords de Wadi Araba de 1994, Israël a confirmé le Waqf dans ses fonctions et donne à la Jordanie le rôle privilégié de garante des lieux saints musulmans dans de futures négociations de paix israélo-palestiniennes.
Le 28 septembre 2000, Ariel Sharon, alors simple député, se rend sur le Mont du Temple. Cette visite se déroule sans incident mais sert de prétexte en étant suivie d'une émeute au cœur de Jérusalem qui marque le départ de la seconde Intifada,.

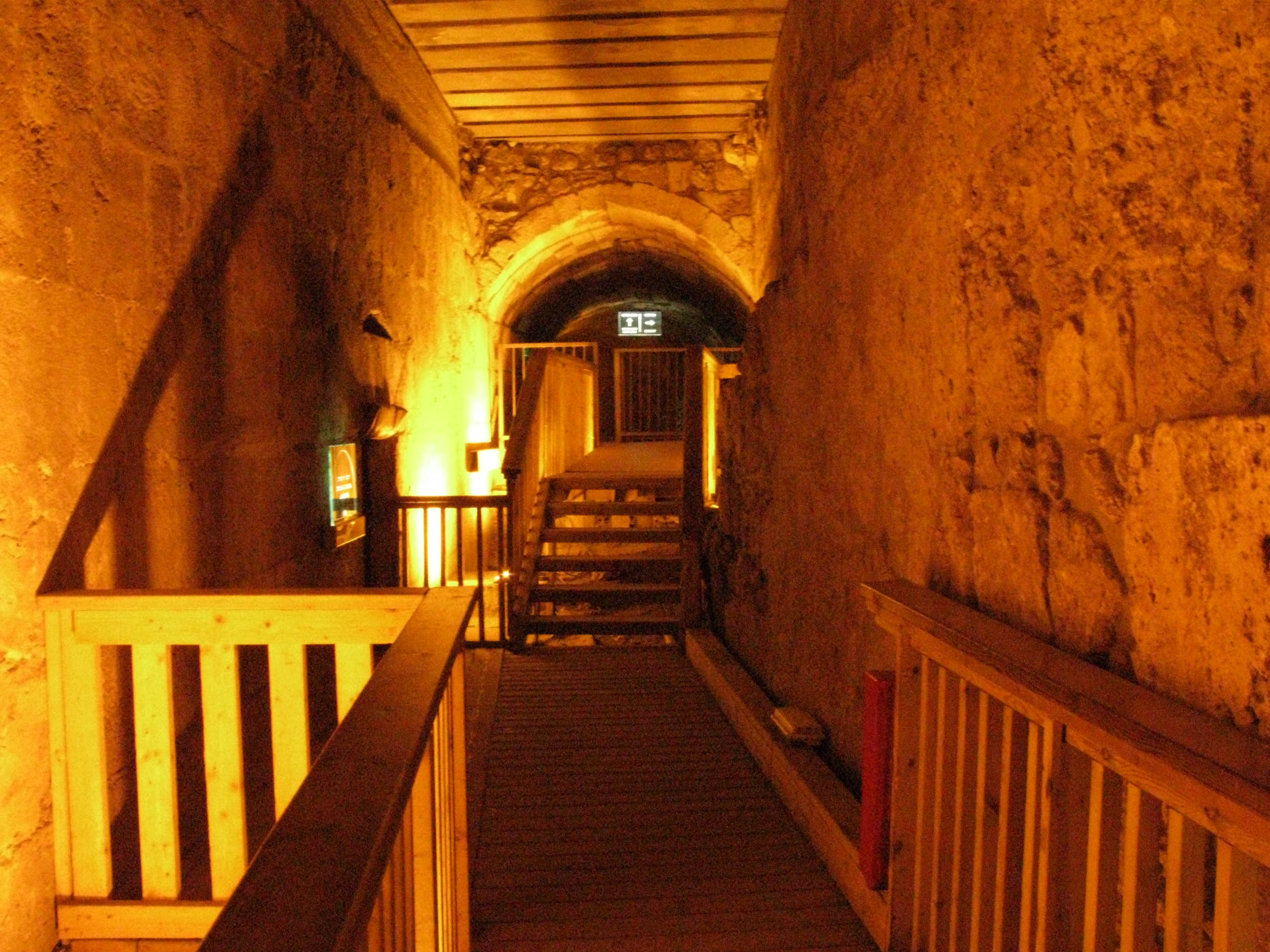
Tunnel sous le mont du Temple.

Dans les années 1990-2000, Israéliens et Palestiniens s'accusent réciproquement de pratiquer des excavations dans le but d'endommager les vestiges archéologiques. Les Israéliens estiment que le déblaiement des anciennes salles sous la mosquée Al-Aqsa puis la construction de la nouvelle mosquée Al-Marwani ont donné l'occasion aux Palestiniens d'évacuer parmi les tonnes de gravats des quantités de vestiges archéologiques, principalement vers des décharges autour de la vieille ville,. Comme les fouilles archéologiques sont interdites sur le mont du Temple, l'Autorité israélienne des antiquités a ensuite collecté une grande partie de ces matériaux qui restent examinés dans le cadre du « Projet de tamisage » par des archéologues et de nombreux bénévoles. Quant aux Palestiniens, ils dénoncent l'ouverture du tunnel qui part du Mur, longe le mont du Temple et ressort dans le quartier arabe, Via Dolorosa, comme la volonté de saper la fondation de la Mosquée Al-Aqsa.

#### Tensions en octobre 2014
Le 29 octobre 2014 un membre du Jihad islamique palestinien tente d'assassiner et blesse grièvement un activiste politique et rabbin israélien d’extrême-droite, Yehuda Glick qui milite « depuis des années afin d’obtenir l’autorisation pour les Juifs de prier sur le Mont du Temple ». Le 30 octobre, à la suite de cette attaque, les autorités israéliennes ordonnent la fermeture de cette esplanade aux juifs et musulmans pour des raisons de sécurité. Cette fermeture est la première depuis celle ordonnée par le Waqf palestinien en 2000 à titre de protestation contre la visite d'Ariel Sharon. Cependant, le site est rouvert le lendemain aux musulmans pour la prière du vendredi avec une limitation aux personnes âgées de plus de 50 ans, sans limitation d'âge pour les femmes, tandis que de nombreux incidents opposent des Palestiniens aux forces de l'ordre israéliennes,.
Le président de l'Autorité palestinienne, Mahmoud Abbas, qualifie cette mesure et les « récentes actions israéliennes à Jérusalem-Est » de « déclaration de guerre ». Le 1er novembre, en réaction à ces événements, le pape François, appelle à « la paix et la réconciliation » à Jérusalem. Le 2 novembre Benjamin Netanyahou s'est engagé à préserver le statu quo qui permet aux non-musulmans de visiter le site mais autorise seulement les musulmans à y prier, bien qu'il s'agisse « du site le plus saint pour les Juifs ».

#### Tensions et violences depuis l'automne 2015
La visite de Juifs sur cette esplanade, la veille du nouvel an juif en septembre 2015, a été invoquée pour le déclenchement d’émeutes, sur l'esplanade, à Jérusalem-Est, en Cisjordanie et dans certaines localités arabes israéliennes. À partir du 1er octobre une vague quasi-quotidienne de terrorisme palestinien, principalement au moyen d'attaques de civils Juifs israéliens et de membres des forces de l'ordre israéliennes se propage, d'abord à Jérusalem, puis dans d'autres villes d’Israël et en Cisjordanie, en particulier à Hébron et dans le Goush Etzion.
Sous la pression américaine, un accord est conclu le 24 octobre 2015 entre Israël et la Jordanie quant à de nouvelles mesures régissant le mont du Temple pour tenter de mettre fin à la flambée de violences entre Israéliens et Palestiniens. Cet accord inclut une vidéosurveillance permanente de l'esplanade. Durant le week-end du 5 mars 2016, l'accord israélo-jordanien sur l'installation des caméras est conclu et vise à leur mise en opération avant les fêtes de la Pâque juive, en avril 2016. Le 20 mars 2016, la Jordanie annonce l'installation, dans les jours suivants, de 55 caméras de surveillance, d'un centre de contrôle pour les gérer et la diffusion en ligne des images pour « documenter toutes les violations et agressions israéliennes ». Cette proposition ne sera jamais mise en application après que la Jordanie est revenue sur sa décision en avril 2016.
En avril 2016, l'Institut du Temple annonce qu'un couple juif s'est marié furtivement le 12 avril sur le mont du Temple, provoquant des réactions furieuses de la gauche israélienne, avant que des dirigeants palestiniens, qui ne semblaient pas informés de ce mariage, préviennent que la visite de Juifs sur le complexe pendant Pessah enflammerait les tensions.
Le 14 juillet 2017, l'assassinat de deux policiers israéliens d'origine druze près de la porte des Lions suivi de l'installation de détecteurs de métaux à l'entrée de l'Esplanade des Mosquées (d'où étaient partis les assassins et où ils cherchaient à se réfugier avant d'être abattus) provoquent une crise grave marquée par des émeutes où cinq Palestiniens sont tués et par l'assassinat de trois Israéliens, avant que les détecteurs de métaux ne soient retirés,,.
Le 11 août 2019, la fête de l'Aïd el-Kebir (célébrant le sacrifice de son fils par Ibrahim) et le jour de deuil et de jeûne juif de Tisha Beav (commémorant les destructions du Temple de Jérusalem) tombant en même temps, la police israélienne interdit l'entrée au Mont du Temple à quiconque, hormis 50 000 musulmans, tandis que le Waqf, qui administre les biens musulmans de Jérusalem, a fait fermer les autres mosquées de façon que les fidèles se rendent en masse à la mosquée d'Al-Aqsa. Mais, après la prière, des militants musulmans attaquent la police, ce dont plusieurs centaines de militants juifs profitent pour forcer le passage de l'esplanade,,,.
Le 3 janvier 2023 au matin, Itamar Ben-Gvir, nouveau ministre israélien de la Sécurité nationale, se rend sur le mont du Temple ; cette visite très fortement critiquée par la Jordanie, les Émirats arabes unis, l'Arabie saoudite, les États-Unis, la France et l'Union européenne. L'Autorité palestinienne la qualifie de « provocation sans précédent »,.

#### Question des Lieux saints juifs et musulmans de Jérusalem devant l'UNESCO et l'ONU
Le 15 avril 2016, l'UNESCO adopte une résolution (décision 199 EX/19) très critique envers Israël : de nombreuses violations du « statu quo » en vigueur depuis 1967 sont déplorées dans une formulation jugée maladroite par le Premier ministre français Manuel Valls. Ce dernier déclare regretter le vote par la France de la résolution, tout comme le Président français François Hollande et le gouvernement brésilien. Certains interprètent cette résolution comme une négation délibérée de l’Histoire : elle « dénie le lien entre les Juifs et le mur des Lamentations et le mont du Temple à Jérusalem » selon le Conseil représentatif des institutions juives de France, et « affirme que le Mont du Temple est un site sacré uniquement pour les musulmans, [ce qui est] une décision politique prise par des États membres de l'UNESCO qui n'est pas acceptable » selon la Directrice générale de l'Unesco Irina Bokova. La résolution a été approuvée par trente-trois pays, dont la France, la Russie, l'Espagne et la Suède. Dix sept pays se sont abstenus et six ont voté contre : les États-Unis, l'Estonie, l'Allemagne, la Lituanie, les Pays-Bas et le Royaume-Uni.
Quelques mois plus tard, le 13 octobre 2016, l'UNESCO adopte une nouvelle résolution, portée par l’Algérie, l’Égypte, le Liban, le Maroc, Oman, le Qatar et le Soudan auprès du Conseil exécutif de l’organisation pour la paix et la culture de l’ONU ; cette résolution dénie tout lien entre les Juifs et le mont du Temple et liant le site sacré aux seuls musulmans. Le « parvis du Mur des Lamentations » n’est qu’une précision entre parenthèses à la suite de son nom arabe, la place Al-Buraq ». Le lendemain, Israël suspend sa coopération avec l'Unesco. L'Estonie, l'Allemagne, la Lituanie, les Pays-Bas, les États-Unis et le Royaume-Uni ont voté contre cette résolution alors que, cette fois-ci, la France, l'Inde et la Suède sont parmi les pays qui s'abstiennent au lieu de voter pour la résolution comme en avril 2016. La directrice de l'Unesco, Irina Bokova critique à nouveau cette résolution : « La mosquée Al Aqsa ou Haram al-Sharif, le sanctuaire sacré des musulmans est aussi le Har HaBayit – ou mont du Temple – dont le Mur occidental est le lieu le plus sacré du judaïsme ». Toutefois, outre le fait que plus de pays se sont abstenus lors de ce vote que lors de celui d'avril 2016, la nouvelle résolution reconnaît discrètement « l'importance de la vieille ville de Jérusalem et de ses Murs pour les trois religions monothéistes ».
En 2018 puis en 2021, deux résolutions similaires qui appellent « à maintenir sans changement le statu-quo historique » sur le lieu saint « Haram al-Sharif » sont adoptées par l'Assemblée générale des Nations unies - sans que soit mentionnée l'appellation juive « Mont du Temple ». Ainsi, le peuple juif considère-t-il être amputé de son identité historique et culturelle.